# 鄂州之战 (1274年)
鄂州之战，1274年（宋度宗咸淳十年、元世祖至元十一年），宋元战争中，元朝军队在鄂州（今湖北省武汉市武昌区）地区击败南宋军队的作战。
1273年初，元军攻占襄阳、樊城后，元世祖忽必烈命荆湖行省左丞相伯颜率水、步、骑军二十万，分兵三路攻宋。伯颜居中路，率主力沿汉水南进。1274年九月，伯颜率军在郢州（今湖北省钟祥市），绕过宋将张世杰部的阻截，十月，破沙洋、新城（均在今湖北钟祥南），攻下复州（今湖北省仙桃市），十一月二十三日至蔡店（今武汉市汉阳区西），逼近汉阳。宋朝命淮西安抚制置使夏贵率万艘战船，控制长江要口；权知汉阳军王仪守汉阳；权知鄂州张晏然守鄂州，都统王达守阳逻堡（今武汉市汉阳区东）；京湖、四川宣抚使朱祀孙率游击军巡江策应。十一月二十五日，伯颜见宋军战舰密布，阻遏入江通道，采纳部将建议，计划过沦河（今府河）由沙芜口（今武汉市汉口区东北）入长江。因夏贵已在沙芜口布兵防守，伯颜于是以部分兵力佯攻汉阳，声称从汉阳渡长江，诱使夏贵调水军救援。十二月初四，元军占领汉口，派兵一部兵马袭占沙芜口，并在汉口北凿开汉水堤坝，引战船入沦河，转沙芜口入长江，伯颜令数千战船停在长江北岸，将步骑数十万在江岸列阵，而轻舟在其后，分布在沦河湾口。夏贵率水军全力救援阳逻堡，在和元军交战中，其子夏松战死，夜晚，夏贵攻打元军战船，又被击败。元军将领建议伯颜夺取沙芜口南岸宋军战船，伯颜主张渡江获全功，令诸将做攻打阳逻堡的准备。十二月十一日，伯颜率军抵达阳逻堡，连攻三天不下。十二月十三日晚，右丞阿里海牙率领一部兵力继续攻城，牵制宋军，伯颜暗中派平章政事阿朮率三千骑兵，利用雪夜乘船逆江西上四十里，至青山矶（今武汉东北长江岸）对岸停泊，计划从防御薄弱处乘虚渡江。第二天，阿朮前军强渡至中流，被宋朝水军阻截，死伤三百余人。于是阿朮亲率后军继至，击败宋都统程鹏飞所率水军，获得一千余艘船，立即架浮桥，保障大军渡过长江。伯颜听说後，督军急攻阳逻堡。夏贵听说元军已经过江，率三百艘战船东逃，其余战舰大败。元军乘势攻克阳逻堡，王达及守城将士大部战死。朱祀孙率军退回江陵，鄂州江防瓦解。元军包围鄂州，焚烧宋朝三千艘战船，切断汉阳与鄂州的联系，汉阳与鄂州于十二月十七日、十二月十八日相继投降。伯颜留兵四万守鄂州，继率主力沿江东进。